# Ambunten Tengah
Ambunten Tengah is een bestuurslaag in het regentschap Sumenep van de provincie Oost-Java, Indonesië. Ambunten Tengah telt 5615 inwoners (volkstelling 2010).